# 八須夫人
八須夫人（?—?），百济第18代国王腆支王的夫人。韩国历史学家盧重国、金鉉球、金起燮、洪性和认为八須夫人是倭人。
八須夫人是百济第19代国王久爾辛王的母亲，一说久爾辛王是腆支王庶子。405年阿莘王死后，腆支王在倭国为质子。监国训解被碟礼杀害，倭国军队护卫下腆支王回到百济，诛杀碟礼即位。420年，腆支王死后，由其长子久爾辛王继承百济王位。
- 丈夫：腆支王
- 儿子：久爾辛王
- 公公：阿莘王